# 达木丁·登贝尔勒
达木丁·登贝尔勒（1941年4月15日—）蒙古族，蒙古国科布多省曼汗县人，蒙古国政治人物。

## 生平
1941年4月15日，登贝尔勒生于科布多省。1960年，毕业于科布多市十年制第1中学。1964年，毕业于乌兰巴托经济学院贸易经济与技术专业。1977年，毕业于苏联莫斯科社会科学学院。
1964年至1968年，任科布多省贸易与采购管理局副局长。1968年至1970年，任蒙古人民革命党科布多省委员会政治教育室主任、讲师。1970年至1972年，任蒙古革命青年团科布多省委员会第一书记。1972年至1975年，任蒙古革命青年团中央组织部部长。1977年至1990年，任蒙古人民革命党中央委员会协调员、组长。
1990年至1992年，任蒙古人民革命党扎布汗省委员会第一书记。1990年至1992年，任蒙古人民革命党中央委员会委员。1992年1月至7月，任国家小呼拉尔委员。1990年至1992年，任大人民呼拉尔扎布汗省第234选区代表。1992年起，连续5次当选为国家大呼拉尔委员；其中1992年至1996年代表蒙古人民革命党在科布多省第16选区当选；1996年至2000年在科布多省第44选区当选。其间，1992年至1994年，任国家大呼拉尔的蒙古人民革命党议会党团领导人。2000年至2004年，任国家大呼拉尔政权建设常设委员会主席。2006年2月，当选国家大呼拉尔的国家大呼拉尔委员豁免委员会主席。1993年11月，进入蒙古人民革命党小呼拉尔，随后担任蒙古人民革命党书记，任至2001年3月。2005年6月，进入蒙古人民革命党领导委员会，后于2007年10月再度被选入该委员会。
2007年2月，由于社会福利和劳动部部长鲁布桑·奥登其米德辞职，登贝尔勒获任命接任社会福利和劳动部部长。2007年12月，他继续被任命为该部部长，任至2008年。
2008年6月29日，蒙古国举行国家大呼拉尔选举。登贝尔勒在新设的有三个席位的科布多省第16选区当选。同年9月1日，新一届国家大呼拉尔全体会议选举登贝尔勒出任国家大呼拉尔主席。